# Ludvig Helveg
Ludvig Nicolaus Helveg, född 26 april 1818 i Odense, död där 5 september 1883, var en dansk präst och kyrkohistoriker; bror till Hans Frederik Helveg och far till Leopold Hans Andreas Helweg. 
Helveg blev teologie kandidat i Köpenhamn 1840 och filosofie doktor 1855 samt var präst i Odense 1857–83. Han var liksom brodern ivrig anhängare till Nikolaj Frederik Severin Grundtvig. Tillsammans med Carl Joakim Brandt utgav han antologin Den danske Psalmedigtning (två band, 1846–47) och var en av stiftarna av Selskabet for dansk Kirkehistorie (1849) samt redaktör för "Kirkehistoriske Samlinger" (1849–52). Dessutom skrev han det grundläggande arbetet Den danske Kirkes Historie efter Reformationen (två band, 1851–55; andra omarbetade upplagan 1857–83) och det motsvarande Den danske Kirkes Historie før Reformationen (två band, 1857–70) samt specialavhandlingen De danske Domkapitler (1855). Han stiftade 1871 Udvalget for den dansk-amerikanske mission och var flera år dess ordförande; han visade även stor iver för danska kyrkosaken i Nordslesvig. År 1879 blev han hedersdoktor vid teologiska fakulteten i Köpenhamn.